# Tag der Wahrheit
Tag der Wahrheit ist ein deutsches Filmdrama von Anna Justice aus dem Jahr 2015. Der Film ist der deutsche Beitrag zum Projekt Tandem – zwei Filme, ein Thema, mit dem die deutsch-französische Koproduktion im Bereich Fernsehfilm gefördert werden sollte. Das französische Pendant ist der Spielfilm Das gespaltene Dorf von Gabriel Le Bomin.

## Handlung
An der deutsch-französischen Grenze bei Fessenheim wurde am Rhein ein Toter aufgefunden. Die deutsche Staatsanwältin Marie Hoffmann stellt fest, dass es sich um den Franzosen Bernard Feyermann handelt, und nimmt Kontakt mit ihrem französischen Kollegen Jean-Luc Laboetie auf. Feyermann arbeitete viele Jahre lang als Strahlenschutzbeauftragter im französischen Atomkraftwerk Haut-Rhin. Hoffmann stellt fest, dass er vor seiner Selbsttötung offensichtlich in seiner Wohnung eine Videobotschaft aufgenommen hat. Allerdings fehlt die Speicherkarte in der Videokamera.
Während der Ermittlungen kommt es im Kraftwerk zu einem ernsten Zwischenfall. Ein als Arbeiter getarnter Attentäter verschafft sich Zugang zur Leitwarte des Kernreaktors. Es handelt sich, wie sich im Laufe der Ermittlungen herausstellt, um den ehemaligen Schichtleiter David Kollwein. Seine junge Tochter starb vor einiger Zeit an Leukämie. Er ist ebenfalls an Blutkrebs erkrankt und macht die Betreiber des Atomkraftwerkes für sein Schicksal verantwortlich: Als seine Tochter ihn seinerzeit im Betrieb besuchte, kam es zu einem Zwischenfall, bei dem die beiden einer hohen Strahlendosis ausgesetzt waren. Der Fall wurde vertuscht, eine Klage Kollweins auf Schadensersatz abgewiesen. Nun will Kollwein mit Gewalt die Wahrheit ans Licht bringen.
Mit Waffengewalt zwingt er alle Arbeiter, darunter auch seinen Nachfolger als Schichtleiter, Erich Dubois, die Anlage zu verlassen. Er bringt sowohl den Reaktor als auch die Videoüberwachung des Gebäudes unter seine Kontrolle. Er schaltet den Kühlkreislauf aus und zerstört eine Notstandswarte, mit der der Reaktor im Havariefall gesteuert werden kann. An technisch relevanten Stellen bringt er darüber hinaus per Funk auslösbare Sprengladungen an. Über die Videoanlage stellt er seine Forderung: Er verlangt einen gemeinsamen Auftritt des Energieministers, des Geschäftsführers des Atomkraftwerks sowie des Strahlenschutzbeauftragten. Die drei sollen live zur Hauptsendezeit im Fernsehen von Deutschland, Frankreich und der Schweiz die Missstände zugeben. Hoffmann teilt ihm mit, dass Feyermann tot aufgefunden worden sei. Kollwein besteht auf der Forderung, dass sich der Energieminister erklären soll. Er droht damit, die Kühlung nicht wieder einzuschalten. Damit würde die Anlage in spätestens drei Stunden in einen kritischen Zustand geraten und es käme zu einer Kernschmelze.
Die Polizei versucht vergeblich, den Attentäter auszuschalten. Auch ein Arbeiter, der sich in der Anlage versteckt hält, kann Kollwein nicht stoppen. In einem Zweikampf gelingt es Kollwein, ihn zu erwürgen. Marie Hoffmann ermittelt unterdessen weiter im Fall der Selbsttötung. Sie wertet das Bewegungsprofil von Feyermanns Mobiltelefon aus und gelangt so zu Kollweins Anwesen in Waldkirch. Darauf angesprochen zeigt Kollwein auf, dass ihn Feyermann am Vorabend seines Suizids vergeblich aufgesucht und um ein Gespräch gebeten habe. Marie Hoffmann versucht dennoch, Kollwein von seiner Tat abzuhalten. Sie erzählt ihm von der vermissten Speicherkarte, auf der sie Beweise für Kollweins Behauptungen vermutet. Schließlich kommt ihr im Gespräch mit dem Attentäter der entscheidende Einfall. Sie fährt – kurz vor Ablauf des Ultimatums – zum Grab von Kollweins Tochter. Unter dem Grablicht findet sie die gesuchte Speicherkarte, auf der ein Geständnis Feyermanns sowie eine Übersicht aller vertuschten Störfälle aufgezeichnet sind. Er hatte sie dort versteckt, nachdem Kollwein nicht mit ihm sprechen wollte.
Unterdessen ist der Energieminister am Atomkraftwerk eingetroffen. Er will den Attentäter töten lassen und hofft, dass der Skandal so unentdeckt bleibt. Der Sicherheitschef hat Teile der Videoüberwachung manipuliert und ermöglicht so einem Sondereinsatzkommando der GIPN, weitgehend unbemerkt bis vor die Leitwarte vorzurücken. Hoffmann kommt im letzten Augenblick hinzu, verschafft sich Zutritt zum Übertragungswagen und fordert den Techniker auf, den Inhalt der Speicherkarte an Stelle der laufenden Erklärung des Energieministers abzuspielen. Kollwein, der die Ansprache des Ministers im Fernsehen verfolgt, sieht nun, dass der Skandal aufgedeckt wird und er „Gerechtigkeit“ erfährt. Während er sich anschickt den Kühlkreislauf wieder in Betrieb zu nehmen, sprengt das Sondereinsatzkommando die Tür zur Leitwarte und erschießt Kollwein. Eine Kugel trifft jedoch auch eine der Sprengladungen, worauf die Leitwarte explodiert und der Reaktor in einen kritischen Zustand zu geraten droht. Alle bis auf Dubois und seine Mannschaft verlassen fluchtartig die Anlage. Eine Kernschmelze scheint unausweichlich.

## Abspann
„Derzeit sind weltweit über 400 Reaktoren in Betrieb, vorwiegend um Strom zu erzeugen. Allein in Europa sind es zur Zeit knapp 200 Reaktoren.“

Das im Film behandelte Kernkraftwerk Fessenheim wurde 1978 fertiggestellt und ist seit 2020 nicht mehr in Betrieb. In den letzten Betriebsjahren gab es mehrere Störfälle. Eine Stilllegung war von der französischen Regierung für Ende 2016 zugesichert. Sie wurde aber immer wieder verschoben.

## Rezeption

### Einschaltquoten
Während die Erstausstrahlung für arte am 8. Januar 2015 mit 2,5 % (810.000 Zuschauern in Deutschland) erfolgreich war, lief die Erstsendung auf ARD am 14. Januar 2015 mit 8,9 %, 2,78 Mill. Zuschauern.

### Kritik
Daland Segler von der Frankfurter Rundschau ist überhaupt nicht begeistert. Ihn stören die vielen Klischees, die „modischen Mätzchen wie die Einblendung von SMS-Nachrichten“ sowie die „Störfälle“ des Drehbuchs, wenn etwa das Sondereinsatzkommando erscheint und wieder folgenlos abziehen muss. Er hält den Start des Filmtandems für missglückt: „Schon bei der ersten Ausfahrt: eine Panne.“ Peter Luley von Spiegel Online ist weniger kritisch. Aus seiner Sicht kann sich das Tandem sehen lassen, denn das Thema sei „relevant, und klugerweise wurden unterschiedliche, gewissermaßen nationaltypische Herangehensweisen gewählt.“ Justice erzähle einen schnörkellosen Thriller.
Heike Hubertz spricht in der FAZ von einem „dramaturgisch perfekt gebauten Katastrophenfilm“, der durch einen Thrillerplot ergänzt wird. Sie beschreibt die Atmosphäre des Films als beklemmend und düster. In der Stuttgarter Zeitung preist Tilmann Gangloff die wieder überzeugende Arbeit des auf Thriller spezialisierten Drehbuchautors Johannes W. Betz als „plausibel und authentisch“. Die im Fach Thriller neue Regisseurin Anna Justice wird für das „hohe Spannungsniveau und die exzellente Schauspielerführung“ gelobt. Frank Preuß kommt in der WAZ zu einem vernichtenden Urteil. Er schreibt von einem „vergeblichen Bemühen um Dramatik“, mit dem selbst gute Schauspieler gegen den enttäuschenden Gesamteindruck anspielen. Das schlichte Drehbuch und die Regiearbeit würden „Gut und Böse schnell sortieren“ und das Erwartbare verbreite Langeweile.

## Hintergrund
Arte hat sich zum Ziel gesetzt, die Koproduktion von Fernsehfilmen zwischen Frankreich und Deutschland zu verbessern. Dazu will man Themen aus Sicht beider Länder verfilmen, um damit Unterschiede, aber auch Gemeinsamkeiten in den Sichtweisen aufscheinen zu lassen. Der Film Tag der Wahrheit bildet dabei den Auftakt. Er wurde am 8. Januar 2015 auf Arte ausgestrahlt. Als gemeinsames Thema wählte man die Atomenergie, um die mehrheitlich unterschiedlichen Einstellungen der Bevölkerungen beider Länder zu thematisieren. Arte-Vizepräsident Gottfried Langenstein löste den vermeintlichen Widerspruch mit der Frage auf: „[Was]… könnte vielversprechender für eine spannende Filmstory sein als widersprüchliche Situationen und Charaktere?“.
Vicky Krieps spielt in diesem Film die ermittelnde Staatsanwältin. Im französischen Pendant ist sie als Geologin zu sehen. Laurent Stocker, hier in einer Nebenrolle als Atomtechniker, spielt in Das gespaltene Dorf die Hauptfigur Antoine Degas.

### Drehorte
Als Drehort für die Szenen im Atomkraftwerk diente das Kernkraftwerk Zwentendorf in Zwentendorf an der Donau (Niederösterreich), das nie in Betrieb ging; die geographische Konstellation trifft auf das Kernkraftwerk Fessenheim zu. Sonst wurde in Freiburg und Umgebung gedreht.

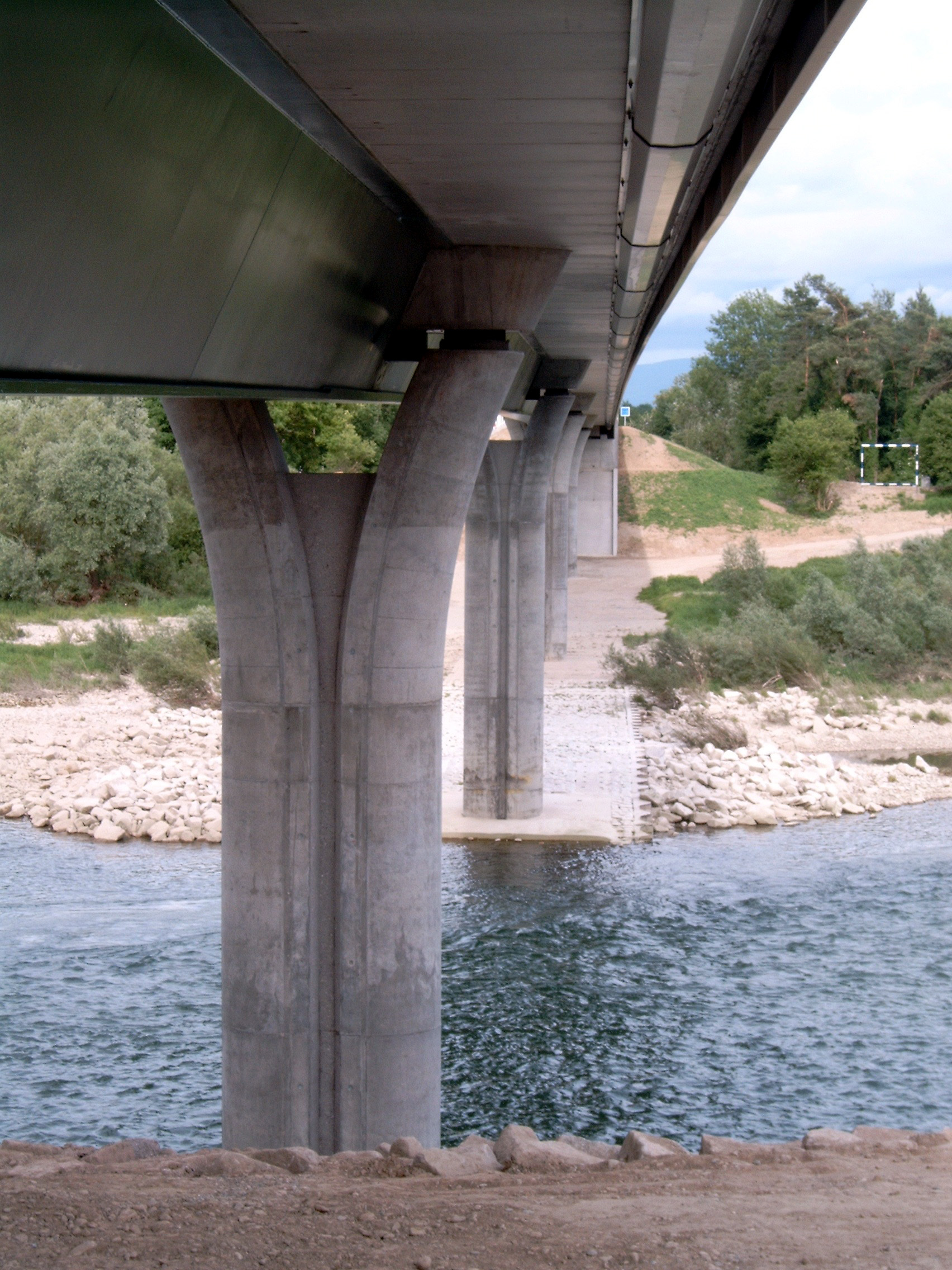
Unter dieser Brücke wurde der tote Bernard Feyermann gefunden.
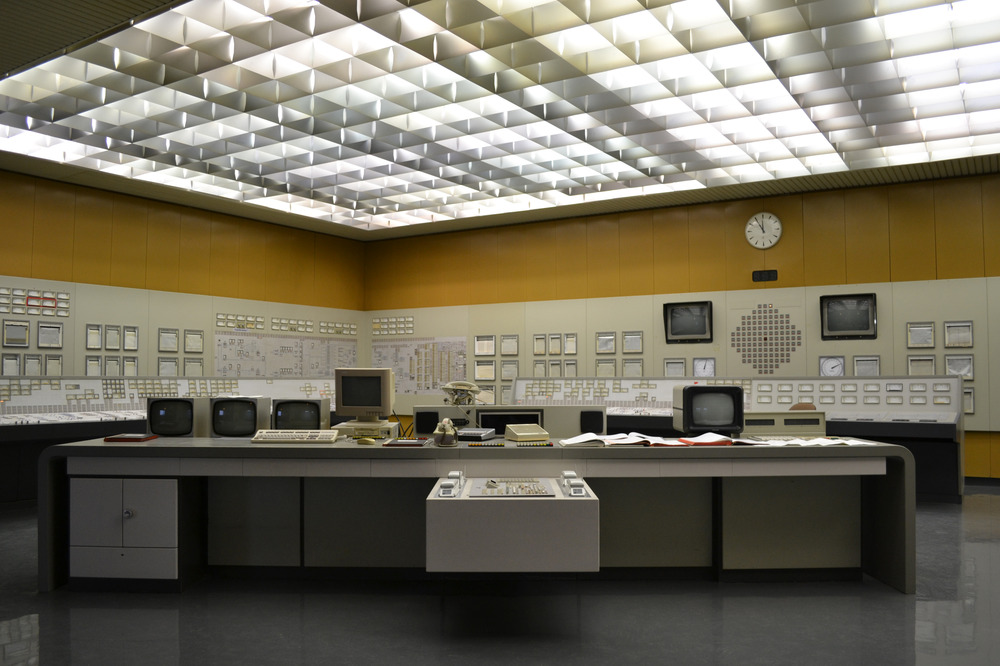
Kontrollraum des Kernkraftwerks Zwentendorf, im Spielfilm das KKW Haut-Rhin
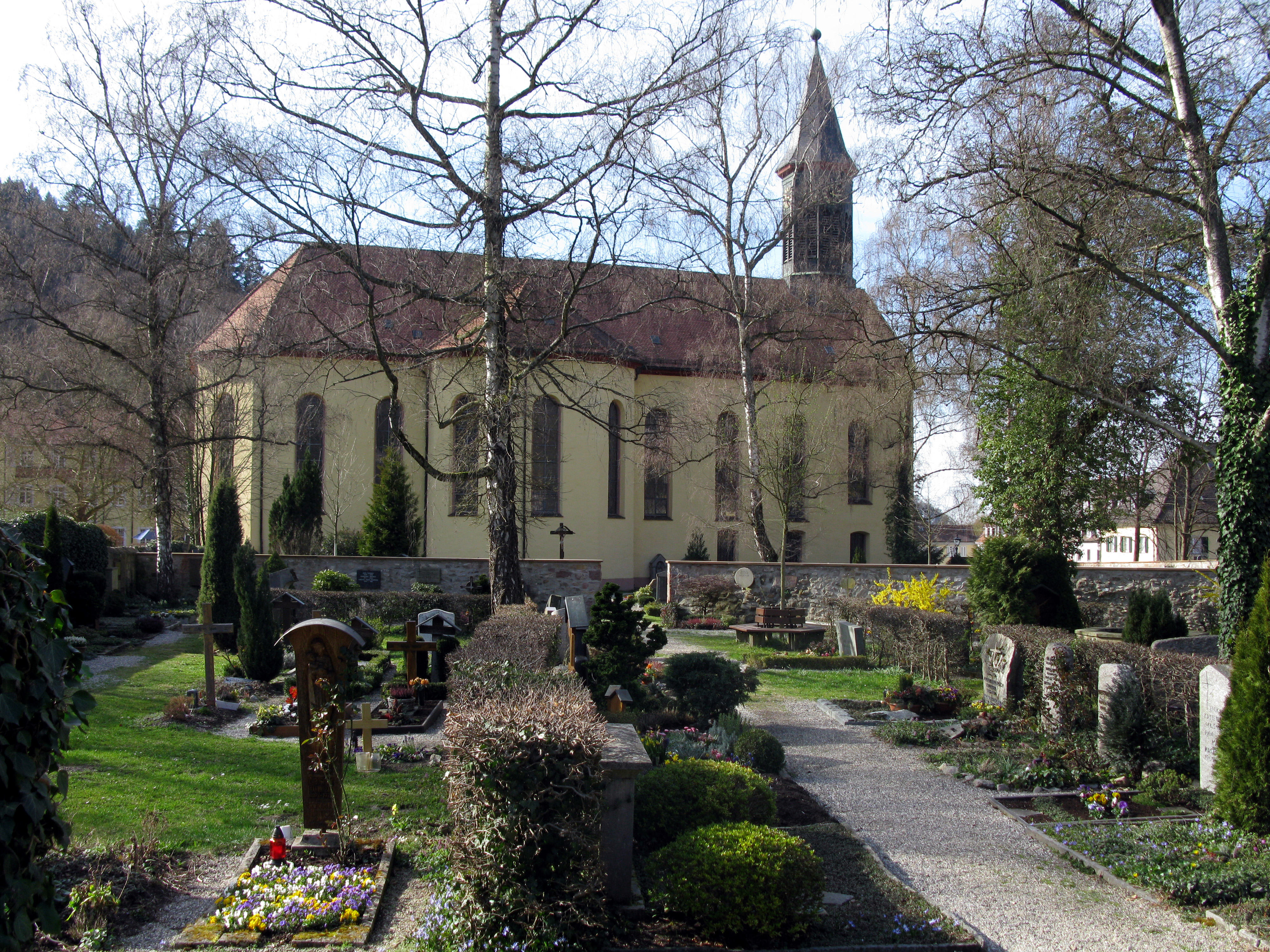
Auf diesem Friedhof findet Marie Hoffmann unter einem Grablicht die Speicherkarte.